# 初恋〜浅き夢みし〜
『初恋〜浅き夢みし〜』（はつこい あさきゆめみし）は、村下孝蔵が1983年にリリースした4枚目のオリジナル・アルバムである。村下のアルバムとしては、最高のセールスを記録した。

## 解説
- シングルから、「初恋」「踊り子」を収録。
- 1990年にCD選書として、2013年にはBlu-spec CD2としてリマスタリングが施され再リリースされている。

## 収録曲
- 全曲、作詞・作曲：村下孝蔵
- 編曲：水谷竜緒（「丘の上から」除く）、田代耕一郎（「丘の上から」のみ）
- コーラスアレンジ：町支寛二

### SIDE 1
1. 初恋 (アルバム・バージョン) 
ドラムから入るシングル版に対し、こちらではゆっくりとしたキーボードの音から入ってドラムスに移行する。また各パートのMIXもシングル盤と微妙に異なっており、全体的にリバーブが強めである。
2. 夢の地図
3. 踊り子 (アルバム・バージョン)
4. 冬物語
「踊り子」のB面曲。
5. モ・ザ・イ・ク

### SIDE 2
1. おいでよ
2. 青い嵐
3. 挽歌
4. 私一人
5. 丘の上から
「初恋」のB面曲。